# ひろしまMALL
ひろしまMALL（ひろしまモール）は、広島県広島市にかつて存在した複合商業施設である。
現在は広島銀行が建物及び敷地を所有している（後述）。2016年6月以降全てのテナントが撤退した状態となっており、2018年2月から中区紙屋町に所在する同行本店ビルの建て替え期間中に仮の本店として2021年1月まで使用していた。
2021年5月6日に広島銀行が建て替えの完了した「ひろぎんホールディングス本社ビル」に移転後は再び空き店舗となり、その後解体された。
解体後の敷地は広島ホームテレビが新社屋の建設する予定で、2032年ごろをめどに稼働予定。

## 概要
かつてはベスト電器を核店舗とする複合商業施設であったが、2016年のベスト電器閉店を皮切りに、現在は全てのテナントが撤退した状態となっている。
1998年、『日本最大の店舗面積を持つ家電量販店』の『ベスト電器広島本店』を中核としてオープン。ベスト電器のほか『マクドナルド』・『カレーハウス CoCo壱番屋』・『徳川』などの飲食店と、『大創産業』・『ふとんタナカ』などのテナントを擁す商業施設となった。
2008年、『ベスト電器広島本店』がベスト電器とビックカメラの提携の象徴的店舗、『ビックカメラベスト広島店』としてリニューアルした。2011年、営業終了。
2011年、『ベスト電器B・B広島店』としてオープン。ベスト電器直営店舗に戻る。
2013年、『ベスト電器広島店』として再出店。
2016年、『ベスト電器広島店』が土地賃借契約の期限を迎えることを理由に閉店。ベスト電器に合わせる形で他テナントも段階的に全店舗が撤退した。
『ひろしまMALL』の名称自体は、『ベスト電器広島本店』開店当初から施設全体の名称として使用された。

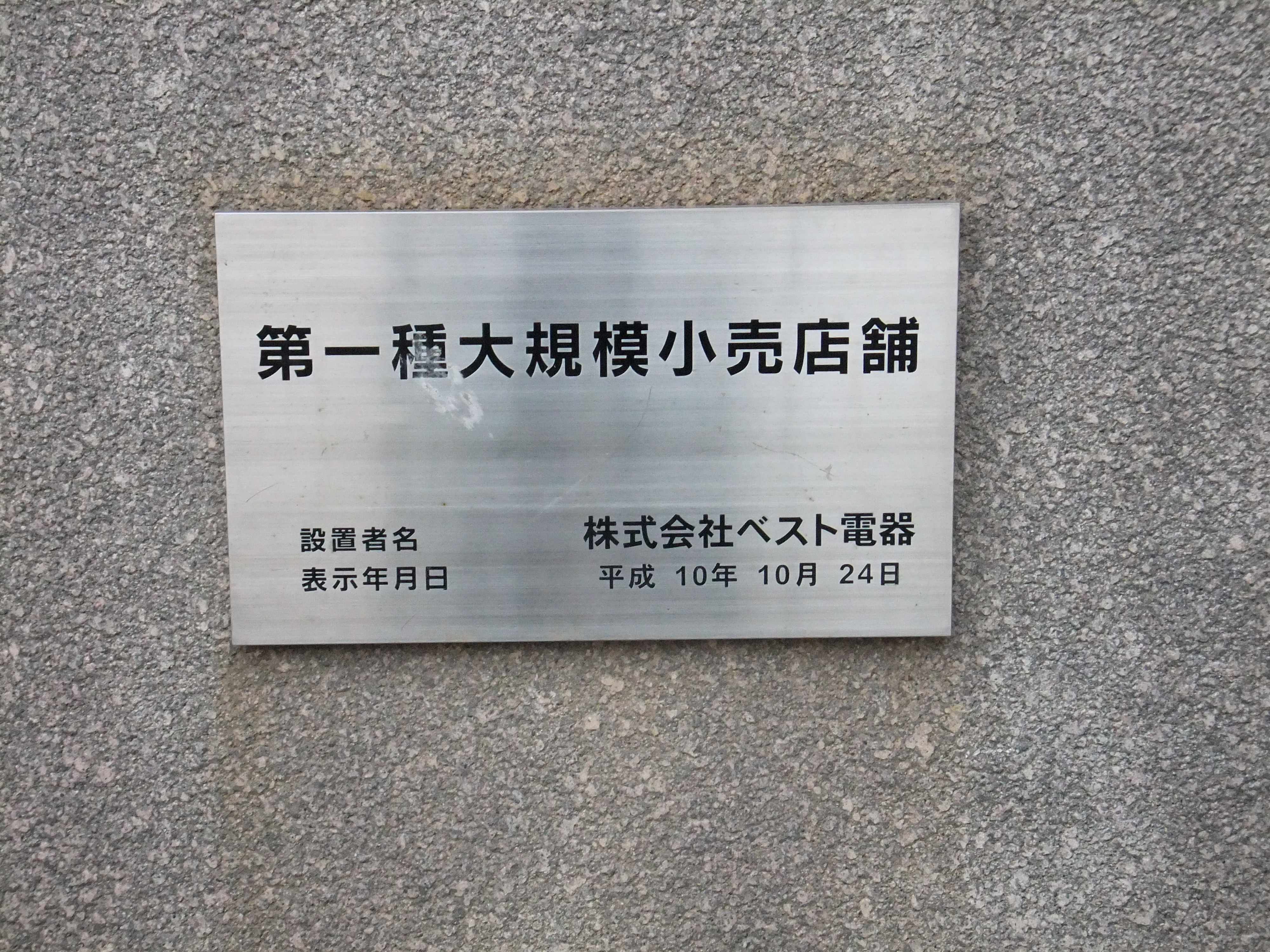
第一種大規模小売店舗

## 歴史

### 『ベスト電器広島本店』時代
1997年（平成9年）4月11日に、ベスト電器が中国通産局に建物設置を届け出、出店が明らかになった。計画店舗面積は、当時広島最大の『デオデオ本店』(現・エディオン広島本店)（6,142m2）や、日本最大だった『ベスト電器福岡本店』（8,000m2）を上回る13,000m2を計画。当時26店舗存在した広島地区の核店舗として位置づけていた。この時点では1階から7階に店舗スペースを設けるとしており、投資額は28億円、1998年（平成10年）7月にオープンする予定であった。また、計画の段階では中古車展示場として使われており、土地を賃借して店舗を出店するとしていた。
出店申請に対し広島商工会議所が意見を出していたが、大規模小売店舗審議会中国審議部会は、その意見を取り入れる形で1997年（平成9年）12月15日に、申請面積を約1,000m2カットし12,265m2とすることで結審。それでも、結審店舗面積は『デオデオ本店』（8,417m2）や『ベスト電器福岡本店』（9,000m2）を上回る日本最大の店舗面積の家電店になることが認められた。
1998年（平成10年）10月24日に、『ベスト電器広島本店』はオープン。本来の開店時間を1時間早めた9時に開店予定だったが、10分早め8時50分に開店した。開店前に約7000人が行列を作り、当初予想していた来店数を約10,000人上回る約60,000人が来店した。開店時に、当時聖飢魔IIが行っていた『ふるさと 総・世紀末計画』の一環のCMが流され、『あくまででかい。』・『広島一が日本一。』など店舗面積を強調する宣伝が行われた。
2004年（平成16年）から2007年（平成19年）にかけて、そごう広島店新館9階にも店舗スペースを設けていた。
しかし、地元のデオデオや広島そごう、サンモールなどを擁する紙屋町の集客力を崩すには至らず、さらに2004年には全国最大手のヤマダ電機も同社の都市型店舗の先駆けとして八丁堀・旧ウィズワンダーランド跡地に『ヤマダ電機テックランド広島中央本店』を出店したことで、売上は低迷。2007年（平成19年）9月に行われたビックカメラとの資本・業務提携の一環として、2008年（平成20年）1月16日に、ビックカメラの出店が決定。ビックカメラ転換に伴い、『ベスト電器広島本店』が2008年（平成20年）2月11日に閉店した。

### 『ビックカメラベスト広島店』時代
2008年（平成20年）3月6日に、『ビックカメラベスト広島店』は開店した。ベスト電器の要請を受ける形で出店。ベスト電器はビックの『都市型店舗』などのノウハウ吸収を目的に。ビックカメラは駅前立地・大型店舗・都市型であることを評価しての出店になった。また、ビックカメラ側は『郊外型店舗』のノウハウ吸収の目的もあった。店舗はビックカメラの直営で、ベスト電器の社員は出向の形で受け入れた。店舗面積は10,000m2と大きく変化しなかったが、品揃えはベスト時代の3倍以上に増やされた。開店前には1,000人が行列を作った。
2011年（平成23年）3月25日に、ビックカメラはベスト電器の要請を受け入れる形で、ビックカメラとしての運営を同年5月末で終了することを発表。同年5月31日に閉店した。同時期に、ビックカメラは広島駅前再開発Bブロックへの出店報道があった。

### 『ベスト電器B・B広島店』時代
2011年（平成23年）3月25日に、ベスト電器は『B・B広島本店』（出典のママ）として同年7月に開店する予定であることを発表。
2011年（平成23年）7月8日に、『ベスト電器B・B広島店』の家電部分がオープンした。これまで、1館ほぼ全てが家電店である建物構成を変更。ベスト電器は2階までに出店し、家電部分の店舗面積は2,860m2に縮小し、2010年（平成22年）以降ベスト電器が広げている低価格店舗形態『B・B』に変更。3階以上は『ファッションセンターしまむら』と『ライフステージ太陽』が秋に出店する予定になった。
2011年（平成23年）10月6日に、『ファッションセンターしまむら』と『ライフステージ太陽』が開店し、全面オープンした。
2013年（平成25年）7月に、ビックカメラ時代より継続出店していた『ソフマップ』が紙屋町に移転。 
B・Bとしては、2013年（平成25年）10月27日まで営業された。

### 『ベスト電器広島店』時代
2013年（平成25年）11月1日に、ベスト電器に再度リブランドしてオープンした。
2016年（平成28年）1月23日に、広島の地元紙である中国新聞に、ベスト電器広島店が撤退するとの記事が掲載された。撤退の理由を土地賃借契約の期限を迎えるためとし、すべてのテナントが撤退後に建物の取り壊しを検討していると報じた。

2016年（平成28年）2月29日にベスト電器広島店が閉店した。これによりベスト電器の直営店は広島県から撤退した。なお、アフターサービスはベスト電器の親会社であるヤマダ電機が運営するLABI広島店にて行っている。

### 閉店後
2017年（平成29年）2月に、広島銀行が2016年（平成28年）末に、ひろしまMALLの建物と土地を取得したと報道された。2月の報道時点では、本店建替時の仮事務所や、企業寮や研修施設に使うことを検討中としていた。同年3月に広島銀行の本店建替を正式発表。建替中、本店営業部と本部機能を、ひろしまMALLの建物に仮移転している。
2021年5月6日には広島銀行が新社屋となる「ひろぎんホールディングス本社ビル」に移転し、ひろしまMALLは再び空き店舗となった。その後ひろしまMALLは解体され、ほとんどの土地はトータテ都市開発に売却されるが、跡地の一部に2024年3月にオープンする新たにひろぎんキャリア共創センター（仮称）が建設されると発表された。
2025年4月18日、広島ホームテレビがトータテ都市開発と売買契約を結び、2032年頃に跡地に社屋を移転することを発表した。

## 年表
- 1997年（平成9年）
  - 4月11日 - ベスト電器が中国通産局に建物設置を届け出る
  - 12月15日 - 大規模小売店舗審議会中国審議部会が申請面積を約1,000m2削減する形で結審
- 1998年（平成10年）10月24日  - 『ベスト電器広島本店』オープン
- 2008年（平成20年）
  - 1月16日 - ビックカメラが同年2月の『ベスト電器広島本店』閉店予定と3月の『ビックカメラベスト広島店』の出店予定を発表
  - 2月11日  - 『ベスト電器広島本店』閉店
  - 3月6日  - 『ビックカメラベスト広島店』オープン
- 2011年（平成23年）
  - 3月25日  - ビックカメラが同年5月末で『ビックカメラベスト広島店』の閉店を発表、ベスト電器が同年7月に『ベスト電器 B・B 広島本店』の出店を発表
  - 5月31日  - 『ビックカメラベスト広島店』閉店
  - 7月8日  - 『ベスト電器B・B広島店』家電部分オープン
  - 10月6日  - 『ベスト電器B・B広島店』全館オープン
- 2013年（平成25年）11月1日  - 『ベスト電器広島店』にリブランドしてオープン
- 2016年 (平成28年) 
  - 1月23日- 中国新聞にてベスト電器　広島店閉店予定の記事掲載
  - 2月28日- ファッションセンターしまむら、ダイソー、カフェプラザBネット閉店
  - 2月29日- ベスト電器広島店閉店
  - 3月21日- お好み焼き徳川閉店
  - 4月4日- CoCo壱番屋閉店
  - 5月8日- ライフステージ太陽閉店
  - 年末 - ひろしまMALLの建物と土地を広島銀行が取得[23]。
- 2017年 (平成29年) 
  - 広島銀行が本店の建替期間中、仮事務所として使うことを発表[1]。

## 館内
ベスト電器広島本店時代（1998年10月）
- 1階 - CD・ビデオレンタル、セルCD・ビデオ、カメラ

＜マクドナルド・お好み焼き徳川・CoCo壱番屋＞
- 2階 - 生活雑貨、生活家電＜ふとんタナカ・ダイソー＞
- 3階 - 住宅設備機器
- 4階 - テレビ、ビデオ
- 5階 - PCサプライ、PC周辺機器、楽器＜カフェプラザBネット＞
- 6階 - パソコン、プリンター
- 7階 - ベストホール

ビックカメラベスト広島店時代（2008年3月）
- 1階 - パソコン、プリンター、携帯電話＜マクドナルド・お好み焼き徳川・CoCo壱番屋、マツモトキヨシ＞
- 2階 - PCサプライ、PC周辺機器、PCソフト、ゴルフ、自転車、＜ソフマップ・ふとんタナカ・ダイソー＞
- 3階 - カメラ、デジタルカメラ、写真用品、お酒
- 4階 - テレビ、レコーダ、ビデオカメラ
- 5階 - エアコン、冷蔵庫、洗濯機、照明器具＜カフェプラザBネット＞
- 6階 - ゲーム、CD・DVDソフト、めがね、おもちゃ、時計

ベスト電器B・B広島店時代（2013年7月）
- 1階 - ベスト電器 B・B、マクドナルド、お好み焼き徳川、CoCo壱番屋、ダイソー
- 2階 - ベスト電器 B・B、ふとんタナカ
- 3階 - ファッションセンターしまむら
- 4階 - ライフステージ太陽
- 5階 - ライフステージ太陽、カフェプラザBネット
- 6階 - ライフステージ太陽

ベスト電器広島店時代（2013年11月）
- 1階 - ベスト電器、マクドナルド、お好み焼き徳川、CoCo壱番屋、ダイソー
- 2階 - ベスト電器
- 3階 - ファッションセンターしまむら
- 4階 - ライフステージ太陽
- 5階 - ライフステージ太陽、カフェプラザBネット
- 6階 - ライフステージ太陽

ベスト電器広島店閉店後（2016年5月現在）
- 1階 -
- 2階 -
- 3階 -
- 4階 -
- 5階 -
- 6階 -

### 補足
1. ↑  『デオデオ本店』は旧・第一産業→ダイイチ時代に『ハイライフプラザ第一産業本店』として開店、当時日本初の大型家電店舗であり、『ベスト電器広島本店』が開店すれば初めて『デオデオ本店』に直接対抗出来る規模を有する大型店舗であった。当時、広島で一番のシェアを持っていた電気店系列はデオデオで、次いでベスト電器がシェアを持っていた。なおその頃、同じく全国規模の店舗網を有していたヤマダ電機は安佐南区八木に広島初店舗を出店したばかりであった。この店舗は『ヤマダデンキテックランド広島八木店』として2025年現在も現存、生活道路を挟んで『エディオン八木店』と競合している。同店舗は一時近隣に『南館』を有していたが、閉店しBOOK・OFFが居抜き出店した。
2. ↑  対抗する形で、同時期にデオデオは南区宇品西に開業した商業施設『ベイシティ宇品』に核テナントとして『デオデオベイシティ宇品店』を出店（2025年時点で『エディオン宇品店』として現存）。
3. ↑  広島県編で、15秒CMが2種類放映された。そのCMは『聖飢魔II 日本全国ふるさと総世紀末計画 COMPLETE』に収録されている
4. ↑  デオデオ本店は、近くの建物を賃貸することなどして店舗面積を拡大。その後は（旧）本館を含む多くの店舗をスクラップアンドビルド・建て替え統合を行うなどして競争力を高めている。
5. ↑  ヤマダ電機の出店で広島市中心部に『デオデオ本店』『ベスト電器広島本店』『ヤマダ電機テックランド広島中央本店』と3店の都市型大型店舗が出そろうことになった。ヤマダ電機の八丁堀出店は商業的成功を収め、同社は『テックランド』『LABI』の出店を強化。『広島本店』はのちに『LABI広島』としてさらに延床面積を拡大した。
6. ↑  ベスト電器転換のビックカメラで直営の形になったのは唯一で、その後開店した店舗は、ベスト電器が9割・ビックカメラが1割出資した『B&B』が運営する店舗になった
7. ↑  ベスト電器は広島地区での店舗網を大幅に縮小。東広島にある『メガアウトレットベスト 東広島店』程度になっていた